# Feu de mine de charbon

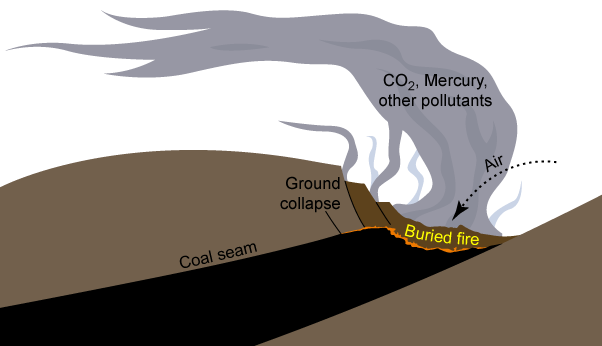
Configuration géomorphologiquement favorable à un « feu de mine ».
Ces feux sont sources de poussières, cendres, particules fines,et polluants (radon, vapeur de mercure, monoxyde de carbone (CO),, etc.) qui pour certains sont aussi des gaz à effet de serre.

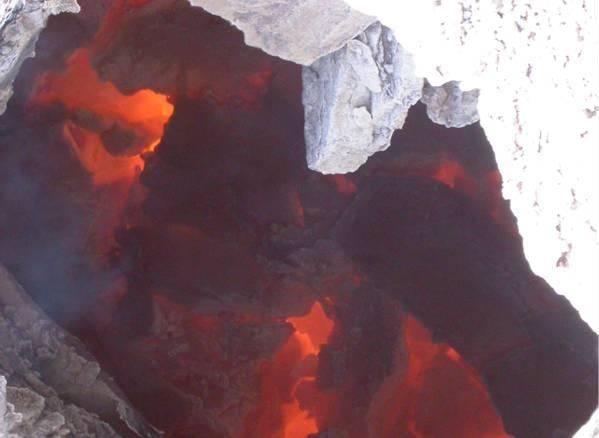
Vue d'un feu de mine, avec roche charbonneuse incandescente (en Chine).

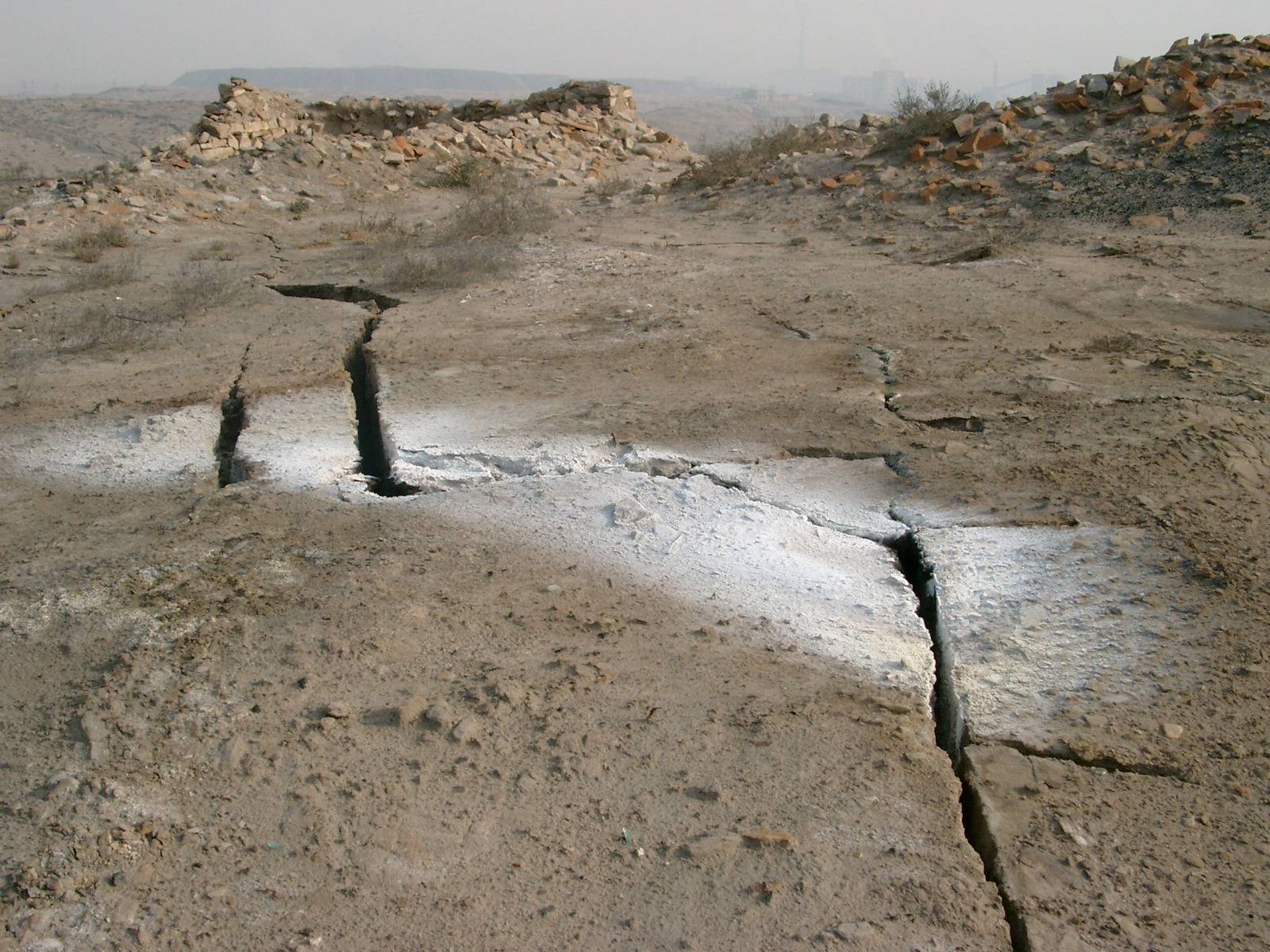
Sol craquelé par la chaleur d’un feu de mine sous-jacent, avec dépôts secs (efflorescences blanchâtres) ; Sino German Coal Fire Research Initiative.

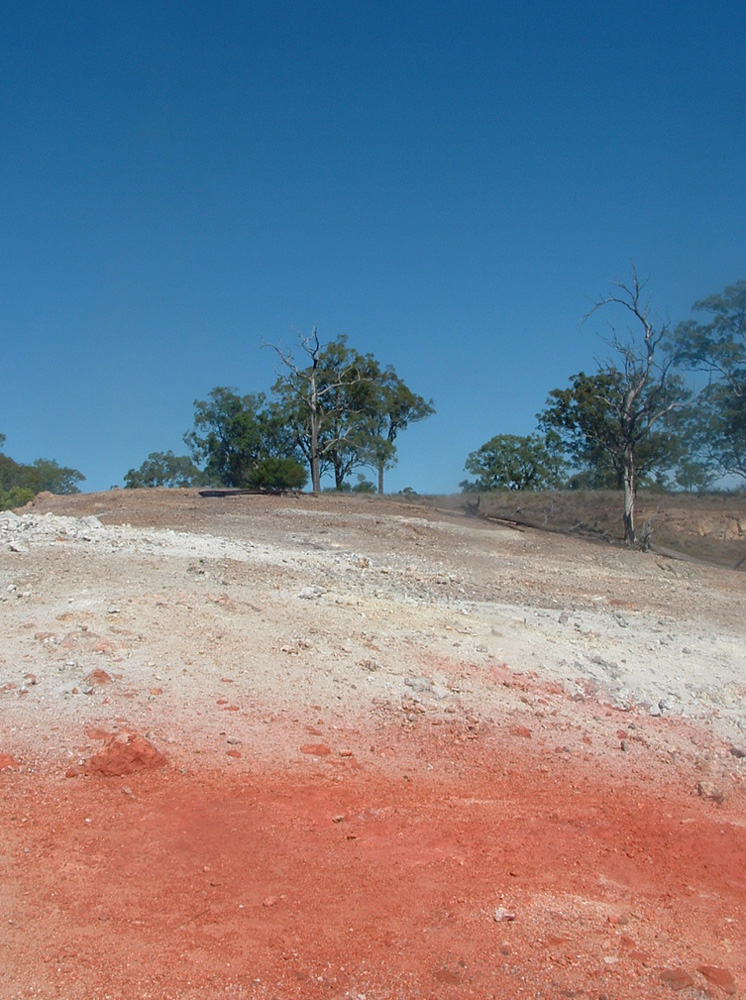
Sommet de la montagne brûlante (Burning Mountain) à Wingen (NSW) en Australie), avec mortalité de la flore et faune du sol.

Un « feu de mine de charbon » ou plus simplement « feu de mine » parfois autrefois aussi nommé « feu de vieux travaux » est un feu, naturel ou accidentel, brûlant un gisement de charbon souterrain.
Contrairement aux échauffements de terrils et au feu de terril, le feu de mine se produit en profondeur, dans le sous-sol.
Les « feux de mines » concernent généralement des gisements affleurants ou proches de la surface où au moins une faible quantité d'oxygène peut pénétrer dans le gisement.
L’énergie d’activation peut être fournie soit par une erreur humaine qui enflamme le charbon soit par auto-combustion lorsque la température atteint 40 °C à 60 °C et que l’air est assez sec.
De par la masse de matières combustibles en jeu, un tel feu peut, via une combustion lente perdurer plusieurs dizaines d'années jusqu'à combustion totale du gisement.

## Risque de confusion sémantique
La notion de feu de mine, telle que décrite dans le présent article ne doit pas être confondue avec l'utilisation du feu pour l'exploitation minière (le dépilage par le feu), connue dès la préhistoire ; dans ce cas, la chaleur dégagée des feux disposés contre la roche, par leur action sur l'eau et les fissures était utilisée pour fissurer la roche et en extraire plus facilement des minerais.

## Occurrence (dans l'espace et dans le temps)
Elle est mal connue, mais il y aurait ainsi plusieurs centaines, voire milliers, de tels feux dans le monde.
Un feu de mine peut se produire puis se manifester longtemps après la fin de l'exploitation. Ainsi, plus de 100 ans après l'exploitation de couches situées à moins de 100 mètres de profondeur, un feu a suivi un « effondrement tardif » au lieu-dit « Petit Clos », sur une colline située près de Saint-Étienne (France).
Si des effondrement et affaissements sont fréquents dans tous les types de mines au-dessus de cavités anciennes ou récentes, ou au-dessus de cavités naturelles, les feux de mines sont eux beaucoup plus rares. Ils semblent spécifiques des gisements de charbon mais quelques cas sont ou ont été alimentés par des gisements de gaz naturel.

## Enjeux, conséquences
Ces feux ont des impacts économiques car ils dégradent la rentabilité potentielle de ces gisements.
Ils ont aussi un impact environnemental important car ils libèrent lentement, mais de manière chronique d'importants stocks de CO2 (gaz à effet de serre), de monoxyde de carbone (toxique à faible dose) et d'autres gaz et de produits indésirables (radon, vapeur de mercure, vapeurs soufrées, etc.) ainsi que des nanoparticules carbonées retrouvées dans les fumerolles, etc.).
Les fumées sont toxiques, et, dans certains cas, des familles ou hameaux entiers ont dû déménager à cause des fumées et odeurs. 

En Pennsylvanie de tels feux ont, à partir des années 1960, provoqué la fermeture d'une cité minière (Cité de Centralia et la ville s'est peu à peu transformée en une ville fantôme), fait évoqué par le roman de Tawni O’Dell : Retour à Coal Run.

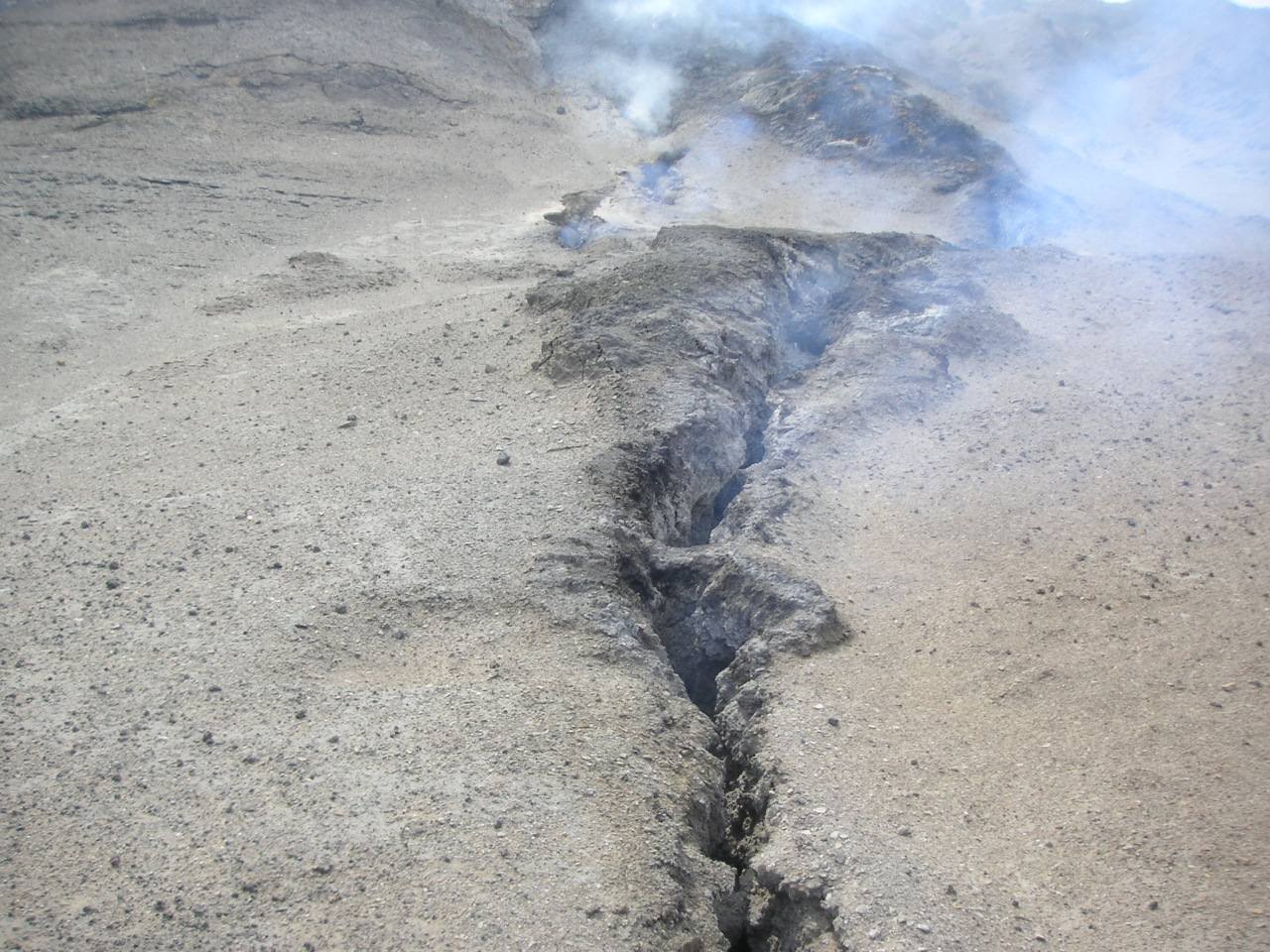
Fumerolles en Chine.
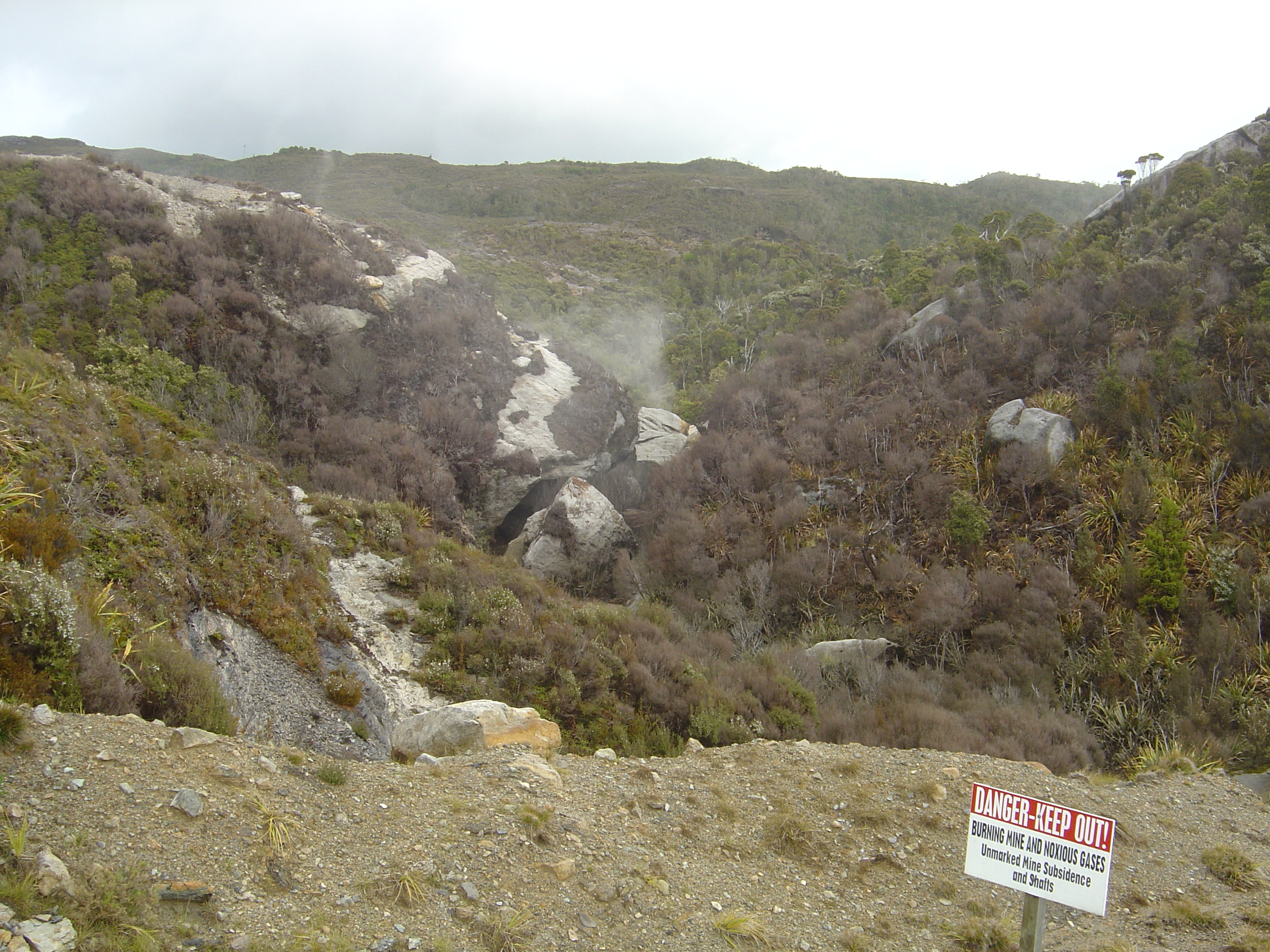
Fumeroles indiquant un feu de mine (Nouvelle-Zélande).
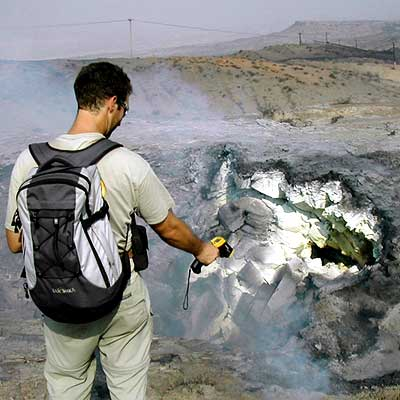
Mesure de température.
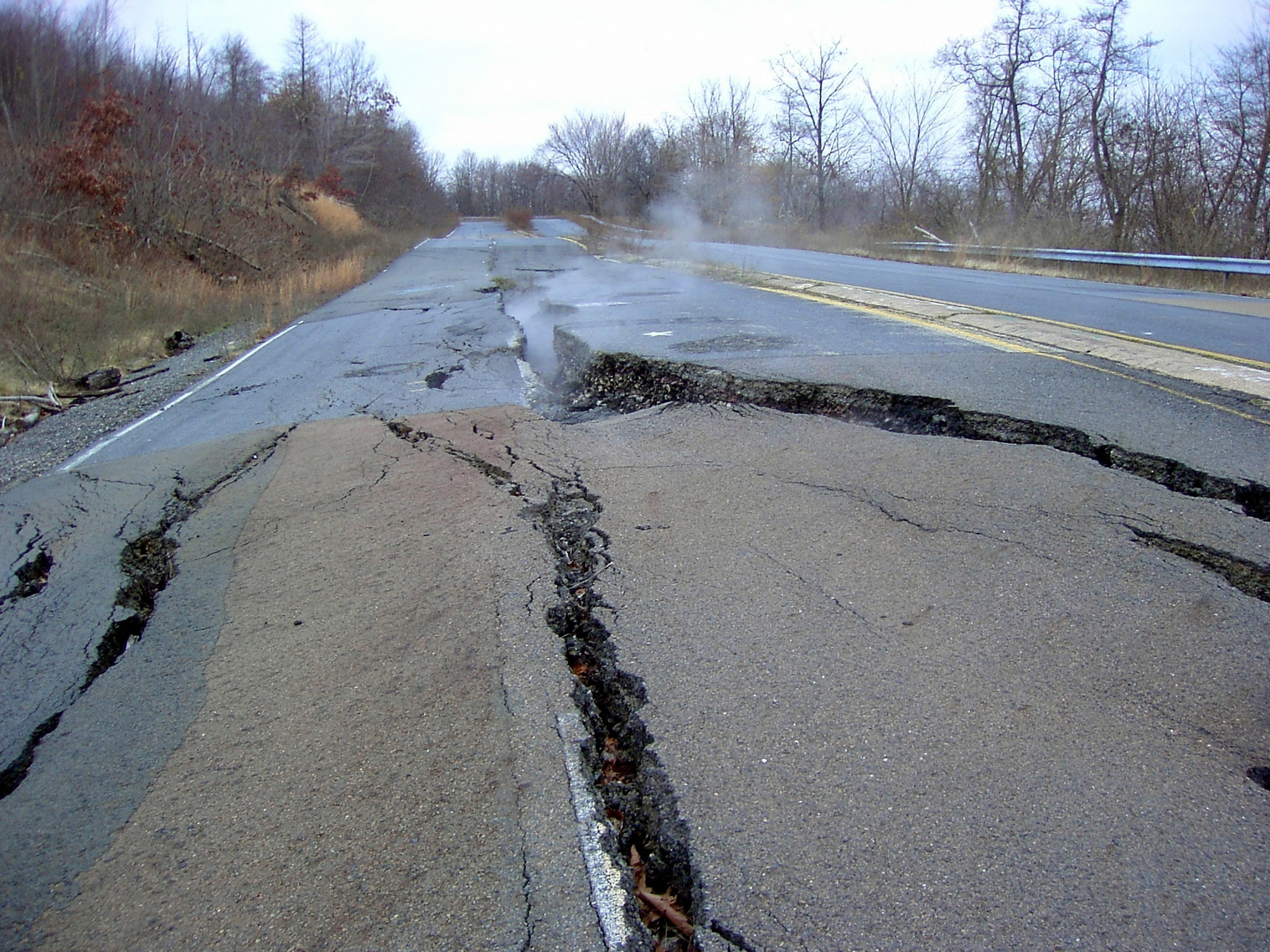
Route 61 en Pennsylvanie détériorée par le feu de la mine.